# Золочевское (Старомерчикский поселковый совет)
Золочевское (укр. Золочівське) — село в Валковской городской общине Богодуховского района Харьковской области Украины.
Код КОАТУУ — 6321256003. Население по переписи 2001 г. составляет 1 (-/1 м/ж) человек.

## Географическое положение
Село Золочевское находится в 2-х км от реки Мокрый Мерчик, рядом протекает пересыхающий ручей на котором сделана запруда (~12 га).
Примыкает к селу Доброполье, рядом много садовых участков.
В 2-х км от села проходит автомобильная дорога М-03 (E 40), в 3-х км железнодорожная станция Огульцы.

## История
- 1665 - дата основания.